# Osman
Osman ist ein türkischer, bosnischer und albanischer männlicher Vorname arabischer Herkunft, der auch als Familienname auftritt. Osman war der Name des Begründers des Osmanischen Reiches. Der Name Osman kommt auch in weiteren Ländern, u. a. auf dem Balkan vor. Eine häufige Schreibweise des arabischen Namens ist Uthman.

## Namensträger
- Osman (Dynastie), Adelshaus und Herrscherfamilie des osmanischen Reichs

### Herrscher
- Osman I., Gazi (* um 1258/1259–1326), Begründer des Osmanischen Reiches und dessen erster Sultan
- Osman II. (1604–1622), von 1618 bis 1622 Sultan des Osmanischen Reiches
- Osman III. (1699–1757), von 1754 bis 1757 Sultan des Osmanischen Reiches

### Vorname
- Osman Ağa (Chronist) (um 1671– nach 1725), Dolmetscher der Statthalterschaftskanzlei in Temeswar
- Osman Arpacıoğlu (1947–2021), türkischer Fußballspieler
- Osman Baydemir (* 1971), kurdischer Anwalt, Menschenrechtler und Politiker
- Osman Bölükbaşı (1913–2002), türkischer Politiker
- Osman Bozkurt (* 1984), türkisch-österreichischer Fußballspieler
- Osman Chávez (* 1984), honduranischer Fußballspieler
- Osman Coşkun (* 1972), türkischer Fußballspieler
- Osman Digna (1836–1926), General in der Armee der Mahdisten im Sudan
- Osman Engin (* 1960), deutscher Satiriker türkischer Abstammung
- Osman Hamdi Bey (1842–1910), türkischer Maler, Museumsgründer und Archäologe
- Osman Köse (* 1988), deutscher Fußballspieler
- Osman Lins (1924–1978), brasilianischer Schriftsteller
- Osman Öcalan (1958–2021), türkisch-kurdischer PKK-Funktionär
- Osman Okkan (* 1947), deutsch-türkischer Journalist und Filmemacher
- Osman Özdemir (* 1961), türkischer Fußballspieler und -trainer
- Osman Özköylü (* 1971), türkischer Fußballspieler und -trainer
- Osman Pazvantoğlu (1758–1807), osmanischer Janitschare und Pascha von Widin
- Osman Per (1973–1997), türkischer Fußballspieler
- Osman Şanlisoy (* 1999), nordzyprischer Poolbillardspieler
- Osman Sebrî (1905–1993), kurdischer Autor, Dichter und Politiker
- Austin Osman Spare (1886–1956), britischer Grafiker, Maler und Magier
- Osman Turan (1914–1978), türkischer Politiker und Historiker

### Familienname
- Abd Al Rahman Osman Ali (* 1986), österreichischer Fußballspieler
- Abdourahman Osman (* 1993), dschibutischer Schwimmer
- Abdumajid Osman (* 2000), somalischer Fußballspieler
- Abrar Osman (* 1994), eritreischer Langstreckenläufer
- Aden Abdullah Osman Daar (1908–2007), somalischer Staatspräsident 1960 bis 1967
- Ahmed Osman (* 1930), marokkanischer Premierminister 1972 bis 1979
- Ahmed Sa'ad Osman (* 1979), libyscher Fußballspieler
- Amro Elsayed Osman (* 1964), ägyptischer Hockeyspieler
- Ashraf Hussen Osman (* 2001), katarischer Sprinter
- Babiker an-Nur Osman (1935–1971), sudanesischer Politiker, Präsident des Sudan (1971)
- Boya Osman (* 1989), sudanesischer Fußballspieler
- Cedi Osman (* 1995), mazedonisch-türkischer Basketballspieler
- Dan Osman (1963–1998), US-amerikanischer Extremsportler
- Ertuğrul Osman (1912–2009), Oberhaupt des Hauses Osman
- Fahim Osman-Obsien (* 1986), dschibutischer Tennisspieler
- Farida Osman (* 1995), ägyptische Schwimmerin
- Hafiz Osman (Fußballspieler) (* 1984), singapurischer Fußballspieler
- Hamza Abdo Osman (* 1998), dschibutischer Fußballspieler
- Ibrahim Osman (Fechter) (* 1927), libanesischer Fechter
- Ibrahim Osman (Fußballspieler) (* 2004), ghanaischer Fußballspieler
- Idris Mehammed Osman (* 1987), eritreischer Fußballschiedsrichter
- Jean-Claude Osman (* 1947), französischer Fußballspieler
- Joana Osman (* 1982), deutsch-palästinensische Schriftstellerin und Dozentin
- Leon Osman (* 1981), englischer Fußballspieler
- Maher Osman (* 1996), sudanesischer Fußballspieler
- Mahmud Osman (* 1938), kurdischer Politiker aus dem Irak
- Majed Osman (* 1994), libanesischer Fußballspieler
- Maliki Osman (* 1965), singapurischer Politiker
- Matthew Osman (* 1983), australischer Fußballspieler
- Mohamed Ali Osman (* 1986), somalischer Fußballspieler
- Mohamed Hassan bin Osman (* 1948), malaysischer Sprinter
- Mohamed Youssouf Osman (* 1997), dschibutischer Fußballspieler
- Mohammed Osman (* 1994), syrischer Fußballspieler
- Mohammed Elnour Osman, sudanesischer Fußballspieler
- Mohannad Tanir Osman (* 1984), sudanesischer Fußballspieler
- Muntaser Osman (* 1995), sudanesischer Fußballspieler
- Nakkaş Osman, osmanischer Miniaturmaler
- Nasim Osman († 2014), bangladeschischer Politiker
- Nedjo Osman (* 1958), mazedonischer Schauspieler
- Nuri Pascha Osman (1832–1900), General der osmanischen Armee im Russisch-Türkischen Krieg (1877–1878)
- Omar Wakil Osman (* 1978), somalischer Fußballspieler
- Osman Yusuf Osman (* 1989), somalischer Fußballspieler
- Rachid Osman (1888–1962), Prinz[3]
- Richard Osman (* 1970), britischer Fernsehmoderator und Autor
- Russell Osman (* 1959), englischer Fußballspieler
- Salah Osman, sudanesischer Fußballspieler
- Salih Mahmoud Osman (* 1957), sudanesischer Rechtsanwalt und Politiker
- Samir Osman (* 1970), deutscher Schauspieler
- Sharyhan Osman (* 1986), deutsch-ägyptische Sängerin
- Sitona Abdalla Osman, südsudanesische Diplomatin
- Thomas Osman (* 1950), äthiopisch-katholischer Bischof
- Topal Osman (auch Osman Ağa; 1883–1923), osmanischer Offizier und Kriegsteilnehmer
- Umar Osman (* 2003), malaysischer Sprinter
- Walid Ali Osman (* 1977), libyscher Fußballspieler
- William Osman (* 1991), US-amerikanischer YouTuber, Ingenieur und Erfinder